# Zelten
Zelten este o prăjitură cu fructe italiană tradițională din regiunea Trentino-Tirolul de Sud, preparată în timpul Crăciunului. Se prepară din făină de secară, făină de grâu, fructe uscate și confiate, coajă de portocală și diverse mirodenii. Denumirea provine de la cuvântul selten, care în dialectul din apropiere înseamnă rar, deoarece se prepară de obicei o singură dată pe an.

## Galerie

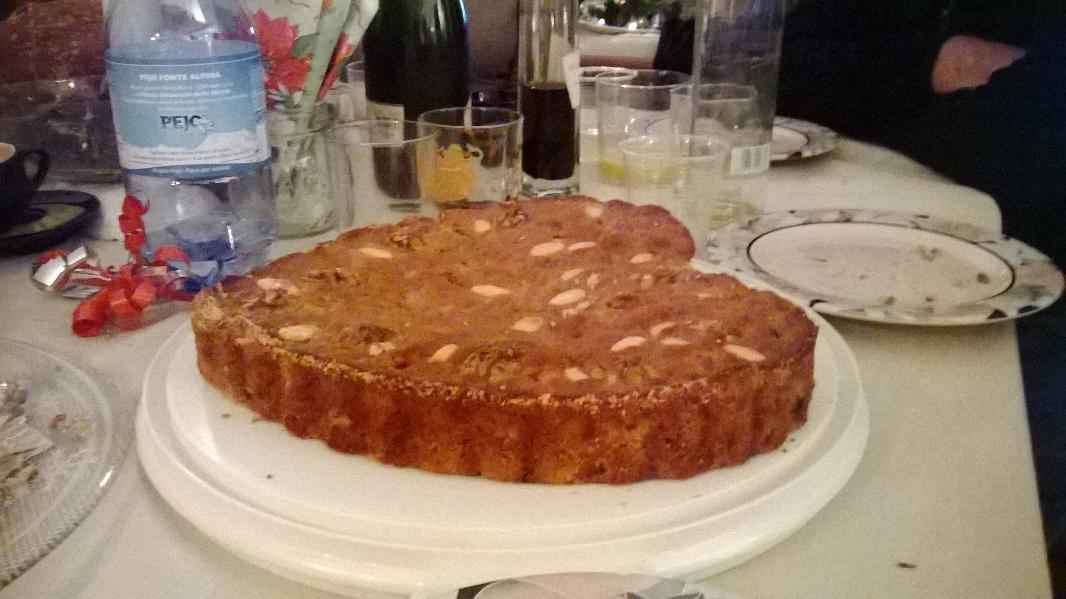
Zelten în formă de inimă
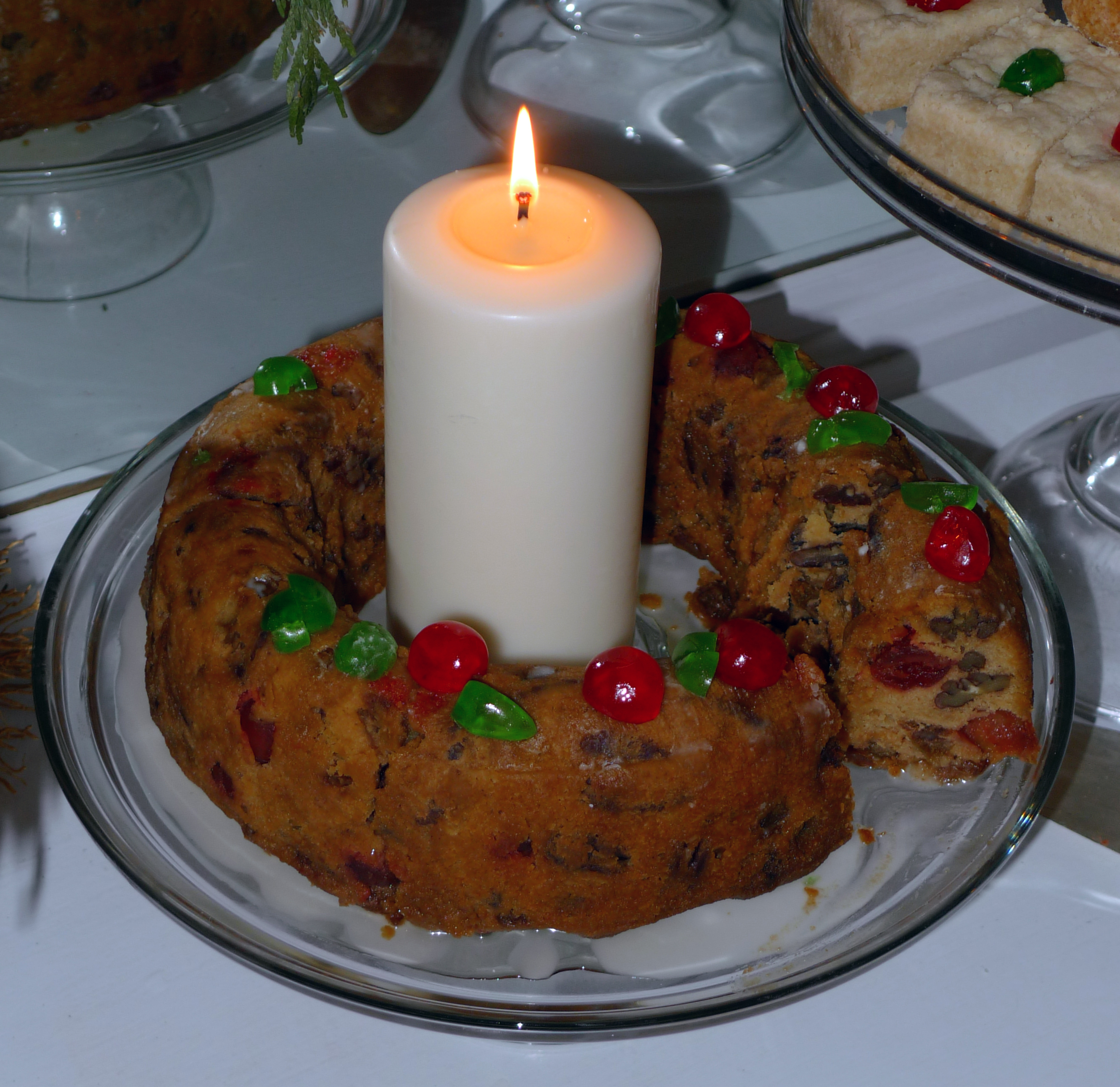
Zelten cu lumânare
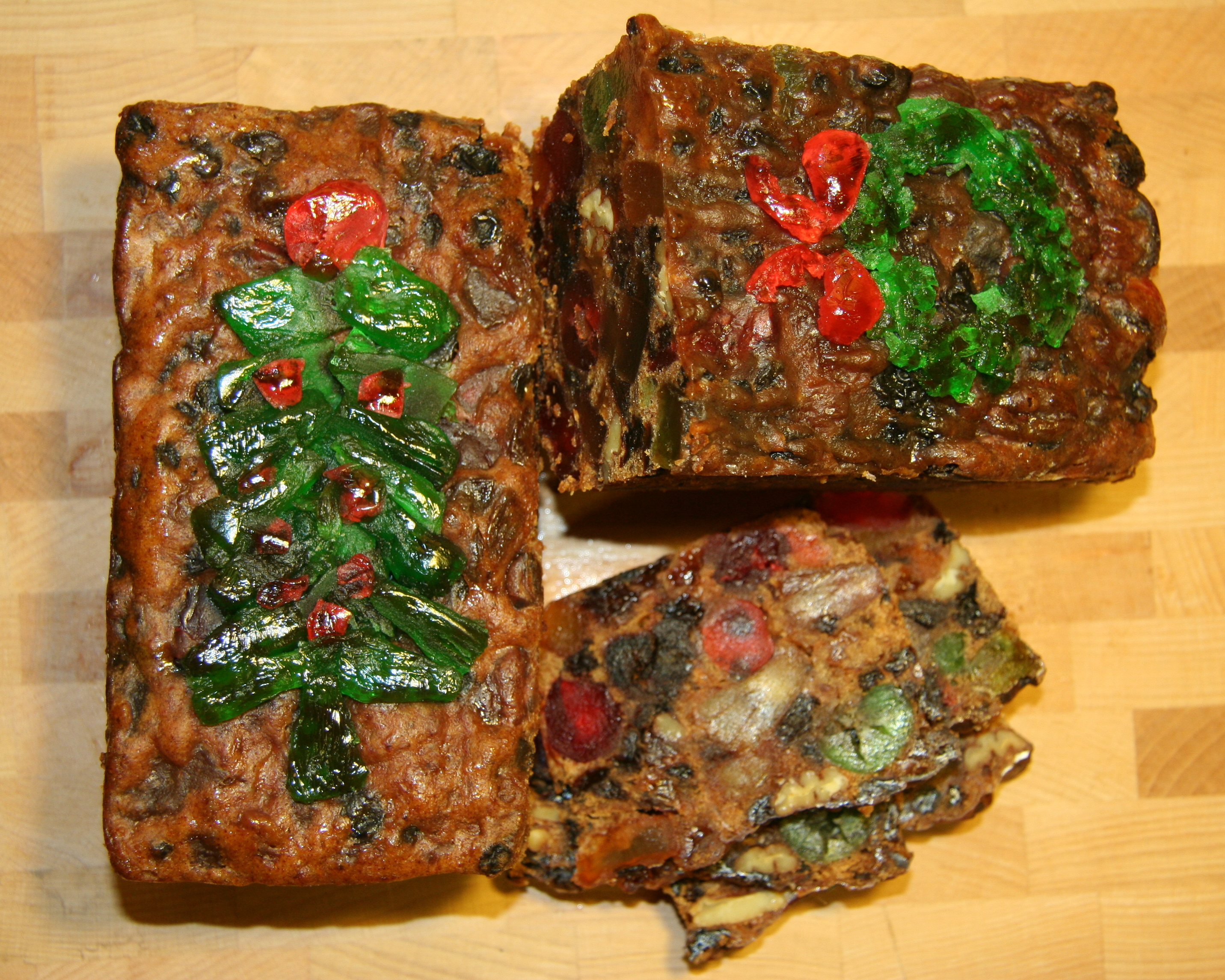
Zelten decorat